# Marrakesch E-Prix 2018
Der Marrakesch E-Prix 2018 (offiziell: 2018 ABB FIA Formula E Marrakesh E-Prix) fand am 13. Januar auf dem Circuit International Automobile Moulay el Hassan in Marrakesch statt und war das dritte Rennen der FIA-Formel-E-Meisterschaft 2017/18. Es handelte sich um den zweiten Marrakesch E-Prix.

## Bericht

### Hintergrund
Nach dem Hongkong E-Prix führte Sam Bird in der Fahrerwertung mit zwei Punkten vor Jean-Éric Vergne und mit sechs Punkten vor Felix Rosenqvist. In der Teamwertung hatte Mahindra Racing drei Punkte Vorsprung auf DS Virgin und elf Punkte Vorsprung auf Techeetah.
Dieser E-Prix sollte der erste sein, bei dem die Fahrer beim Fahrzeugwechsel keine fest vorgegebener Zeit in der Box verbringen müssen. Vor dem Rennen gab die FIA bekannt, dass die Mindestzeit, die seit dem Bestehen der Serie vor jedem Rennen festgelegt wurde, ab diesem Rennen entfallen solle. Nachdem die Teams in einem Brief an die Rennkommissare Sicherheitsbedenken wegen der kurzfristigen Regeländerung äußerten, wurde diese am Vortag des Rennens auf den folgenden E-Prix in Santiago verschoben.
Tom Blomqvist gab bei Andretti sein Debüt in der FIA-Formel-E-Meisterschaft, er ersetzte Kamui Kobayashi. Nachdem Dragon Racing in Hongkong weit abgeschlagen am Ende des Feldes fuhr, gab Neel Jani im Vorfeld des Rennens bekannt, die Zusammenarbeit mit dem Team mit sofortiger Wirkung zu beenden. José María López ersetzte Jani und kehrte somit nach nur zwei Rennen in die FIA-Formel-E-Meisterschaft zurück.
Mit Sébastien Buemi trat ein ehemaliger Sieger zu diesem Rennen an.
Daniel Abt, Buemi und di Grassi erhielten einen sogenannten FANBOOST, sie durften die Leistung ihres zweiten Fahrzeugs einmal auf bis zu 200 kW erhöhen und so bis zu 100 Kilojoule Energie zusätzlich verwenden. Für Abt war es der zwölfte FANBOOST in seiner Karriere, davon der dritte in dieser Saison. Buemi und di Grassi erhielten den zweiten FANBOOST in dieser Saison.

### Training
Lucas di Grassi fuhr im ersten freien Training in 1:20,310 Minuten die Bestzeit vor Jérôme D’Ambrosio und Daniel Abt. Di Grassi und D’Ambrosio waren dabei die einzigen Piloten, die die Qualifying-Leistung von 200 kW nutzten.
Im zweiten freien Training war Abt mit einer Rundenzeit von 1:19,760 Minuten Schnellster vor di Grassi und Buemi.

### Qualifying
Das Qualifying begann um 12:00 Uhr und fand in vier Gruppen zu je fünf Fahrern statt, jede Gruppe hatte sechs Minuten Zeit, in der die Piloten maximal eine gezeitete Runde mit einer Leistung 180 kW und anschließend maximal eine gezeitete Runde mit einer Leistung von 200 kW fahren durften. Rosenqvist war mit einer Rundenzeit von 1:20,117 Minuten Schnellster. António Félix da Costa und Nick Heidfeld qualifizierten sich nach Unfällen auf ihrer 200-kW-Runde nicht für den E-Prix. Auch Edoardo Mortara war nach einem Dreher auf seiner 200-kW-Runde langsamer als die 110-Prozent-Zeit.
Die fünf schnellsten Fahrer fuhren anschließend im Superpole genannten Einzelzeitfahren die ersten fünf Positionen aus. Buemi sicherte sich mit einer Rundenzeit von 1:20,355 Minuten die Pole-Position und damit drei Punkte. Die weiteren Positionen belegten Bird, Rosenqvist, López und di Grassi, der wegen eines technischen Problems seine Runde in langsamer Fahrt beendete.

### Rennen
Das Rennen ging über 33 Runden. Bei di Grassi wurde nach dem Defekt in der Superpole der Inverter ausgetauscht. Buemi, D’Ambrosio und Turvey entschieden sich, wegen technischer Probleme das Rennen mit ihrem zweiten Fahrzeug zu starten. Lediglich Buemi schaffte es dabei, rechtzeitig die Boxengasse zu verlassen und in die Startaufstellung zu fahren, während seine Mechaniker die defekte Wasserpumpe tauschten. D’Ambrosio und Turvey starteten aus der Boxengasse.
Beim Start blieben die Positionen an der Spitze weitgehend unverändert, nur Abt überholte Nelson Piquet jr, außerdem ging Vergne an Blomqvist und Luca Filippi vorbei. Buemi führte am Ende der ersten Runde somit vor Bird, Rosenqvist, López, di Grassi, Alex Lynn, Abt, Piquet, Evans und Jean-Éric Vergne.
Abt griff in der zweiten Runde Lynn an, dabei kam es zu einer Kollision. Lynn drehte sich und fiel ans Ende des Feldes zurück, Abt musste Piquet erneut passieren lassen. Die Rennkommissare sahen die Schuld bei Abt und sprachen eine Durchfahrtstrafe aus, außerdem erhielt Abt zwei Strafpunkte.
Eine Runde später überholte di Grassi López, der dabei so viel Schwung verlor, dass kurz darauf auch Piquet und Abt vorbeigingen. Im hinteren Teil des Feldes kam es zu einem Unfall, als Félix da Costa André Lotterer anschob, der daraufhin mit Nicolas Prost kollidierte. Der unmittelbar dahinterfahrende Mortara musste in die Auslaufzone ausweichen, um eine weitere Kollision zu verhindern. Die Rennkommissare bestraften Félix da Costa mit einer Fünf-Sekunden-Zeitstrafe, außerdem erhielt er zwei Strafpunkte.
In der fünften Runde ging Evans an López vorbei und lag nun auf dem siebten Platz. Zwei Runden später wurde di Grassis Fahrzeug plötzlich langsamer und blieb am Streckenrand stehen. Di Grassi gelang es, einen Neustart des Wagens durchzuführen und an die Box zu fahren, dort gab er das Rennen dann auf.
Kurz darauf überholte Abt Piquet, unmittelbar danach trat Abt seine Durchfahrtstrafe an und fiel auf den 15. Platz zurück. López überholte Evans erneut und war somit Fünfter, kurz danach ging auch Vergne an Evans vorbei.
In Runde 15 stellte Lotterer sein Fahrzeug mit einem Bremsdefekt am Streckenrand ab. Bei Bird gab es ein kurzzeitiges Getriebeproblem, so dass Rosenqvist kampflos an ihm vorbeiging.
Eine Runde später fuhren mit Evans, Félix da Costa und Abt die ersten Piloten zum Fahrzeugwechsel. Gleichzeitig rief die Rennleitung eine Full-Course-Yellow aus, um das Fahrzeug von Lotterer aus dem Gefahrenbereich entfernen zu können. Dies nutzten alle übrigen Fahrer zu ihrem Fahrzeugwechsel. Evans, Félix da Costa und Abt verloren somit rund 30 Sekunden. Bei Turvey konnten die technischen Probleme an seinem anderen Fahrzeug nicht behoben werden, er schied somit aus.
Nach den Fahrzeugwechseln lag Buemi vor Rosenqvist, Bird, Piquet, Vergne, López, Maro Engel, Heidfeld, Mortara und Blomqvist.
Rosenqvist schloss auf Buemi auf und setzte ihn unter Druck. In Runde 29 griff er Buemi an und überholte ihn. Buemi versuchte zwar, sich mit seinem FANBOOST zu verteidigen, dieser funktionierte jedoch zu seiner Überraschung nicht. Das Team hatte beim kurzfristigen Fahrzeugwechsel vor dem Start vergessen, den FANBOOST bei diesem Fahrzeug zu programmieren.
Im Mittelfeld kam es zu einer weiteren Kollision, als Engel Heidfeld angriff und seinerseits dabei von seinem Teamkollegen Mortara angegriffen wurde. Mortara beschädigte sich dabei die Hinterradaufhängung, er musste das Rennen kurz darauf aufgeben. Heidfeld drehte sich und fiel so hinter Engel zurück. Die Rennkommissare sprachen jedoch eine Durchfahrtstrafe gegen Engel aus, die in eine 20-Sekunden-Zeitstrafe umgewandelt wurde. Engel fiel somit auf Platz 13 zurück, außerdem erhielt er zwei Strafpunkte.
Auch Prost, der auf Platz neun lag, erhielt eine Durchfahrtstrafe, die in eine 20-Sekunden-Zeitstrafe umgewandelt wurde, da er während der Full-Course-Yellow die Geschwindigkeitsbegrenzung von 50 km/h überschritten hatte. Er fiel somit auf Platz 14 zurück und erhielt drei Strafpunkte. Durch diese Zeitstrafe blieb Prost erst zum dritten Mal in 36 Rennen der FIA-Formel-E-Meisterschaft ohne Punkte. Dies war zuvor nur beim Beijing ePrix 2015 und dem Long Beach ePrix 2016 der Fall gewesen.
Rosenqvist gewann das Rennen vor Buemi und Bird. Für Rosenqvist war es der dritte Sieg seiner Karriere und der zweite in dieser Saison. Buemi erzielte seine erste und Bird seine zweite Podestplatzierung in dieser Saison. Die restlichen Punkteplatzierungen belegten Piquet, Vergne, López, Heidfeld, Blomqvist, Lynn und Abt. López erzielte die ersten Punkte für Dragon Racing in dieser Saison, Blomqvist in seinem ersten Rennen seine ersten Punkte in der FIA-Formel-E-Meisterschaft. Der Zusatzpunkt für die schnellste Rennrunde ging an Piquet.
Rosenqvist übernahm die Führung in der Gesamtwertung vor Bird und Vergne. In der Teamwertung baute Mahindra den Vorsprung auf DS Virgin und Techeetah aus.

## Meldeliste
Alle Teams und Fahrer verwendeten Reifen von Michelin.
| Team                            | Fahrzeug             | Nr. | Fahrer                 |
| ------------------------------- | -------------------- | --- | ---------------------- |
| Renault e.dams                  | Renault Z.E.17       | 08  | Nicolas Prost          |
| Renault e.dams                  | Renault Z.E.17       | 09  | Sébastien Buemi        |
| Audi Sport ABT Schaeffler       | Audi e-tron FE04     | 01  | Lucas di Grassi        |
| Audi Sport ABT Schaeffler       | Audi e-tron FE04     | 66  | Daniel Abt             |
| Mahindra Racing Formula E Team  | Mahindra M4Electro   | 19  | Felix Rosenqvist       |
| Mahindra Racing Formula E Team  | Mahindra M4Electro   | 23  | Nick Heidfeld          |
| DS Virgin Racing Formula E Team | Virgin DSV-03        | 02  | Sam Bird               |
| DS Virgin Racing Formula E Team | Virgin DSV-03        | 36  | Alex Lynn              |
| Techeetah                       | Renault Z.E.17       | 18  | André Lotterer         |
| Techeetah                       | Renault Z.E.17       | 25  | Jean-Éric Vergne       |
| NIO Formula E Team              | NextEV NIO Sport 003 | 16  | Oliver Turvey          |
| NIO Formula E Team              | NextEV NIO Sport 003 | 68  | Luca Filippi           |
| Andretti Formula E              | Andretti ATEC-03     | 27  | Tom Blomqvist          |
| Andretti Formula E              | Andretti ATEC-03     | 28  | António Félix da Costa |
| Dragon Racing                   | PENSKE EV-2          | 06  | José María López       |
| Dragon Racing                   | PENSKE EV-2          | 07  | Jérôme D’Ambrosio      |
| Venturi Formula E Team          | Venturi VM200-FE-03  | 04  | Edoardo Mortara        |
| Venturi Formula E Team          | Venturi VM200-FE-03  | 05  | Maro Engel             |
| Panasonic Jaguar Racing         | Jaguar I-Type II     | 03  | Nelson Piquet jr.      |
| Panasonic Jaguar Racing         | Jaguar I-Type II     | 20  | Mitch Evans            |

## Klassifikationen

### Qualifying
| Pos.                                                                   | Fahrer                 | Team                            | Zeit       | Superpole | Start |
| ---------------------------------------------------------------------- | ---------------------- | ------------------------------- | ---------- | --------- | ----- |
| 01                                                                     | Sébastien Buemi        | Renault e.dams                  | 1:20,491   | 1:20,355  | 01    |
| 02                                                                     | Sam Bird               | DS Virgin Racing Formula E Team | 1:20,563   | 1:20,615  | 02    |
| 03                                                                     | Felix Rosenqvist       | Mahindra Racing Formula E Team  | 1:20,115   | 1:21,196  | 03    |
| 04                                                                     | José María López       | Dragon Racing                   | 1:20,417   | 1:21,369  | 04    |
| 05                                                                     | Lucas di Grassi        | Audi Sport ABT Schaeffler       | 1:20,314   | 1:21,444  | 05    |
| 06                                                                     | Alex Lynn              | DS Virgin Racing Formula E Team | 1:20,567   | –         | 06    |
| 07                                                                     | Nelson Piquet jr.      | Panasonic Jaguar Racing         | 1:20,585   | –         | 07    |
| 08                                                                     | Daniel Abt             | Audi Sport ABT Schaeffler       | 1:20,605   | –         | 08    |
| 09                                                                     | Oliver Turvey          | NIO Formula E Team              | 1:20,748   | –         | 09    |
| 10                                                                     | Mitch Evans            | Panasonic Jaguar Racing         | 1:20,690   | –         | 10    |
| 11                                                                     | Luca Filippi           | NIO Formula E Team              | 1:20,804   | –         | 11    |
| 12                                                                     | Tom Blomqvist          | Andretti Formula E              | 1:20,870   | –         | 12    |
| 13                                                                     | Jean-Éric Vergne       | Techeetah                       | 1:20,906   | –         | 13    |
| 14                                                                     | Maro Engel             | Venturi Formula E Team          | 1:20,920   | –         | 14    |
| 15                                                                     | Nicolas Prost          | Renault e.dams                  | 1:20,937   | –         | 15    |
| 16                                                                     | Jérôme D’Ambrosio      | Dragon Racing                   | 1:21,176   | –         | 16    |
| 110-Prozent-Zeit: 1:28,127 min (bezogen auf Bestzeit von 1:20,115 min) |                        |                                 |            |           |       |
| 17                                                                     | Nick Heidfeld          | Mahindra Racing Formula E Team  | 1:28,671   | –         | 17    |
| 18                                                                     | Edoardo Mortara        | Venturi Formula E Team          | 1:36,733   | –         | 18    |
| 19                                                                     | António Félix da Costa | Andretti Formula E              | keine Zeit | –         | 19    |
| 20                                                                     | André Lotterer         | Techeetah                       | keine Zeit | –         | 20    |

Anmerkungen
1. ↑  Obwohl er sich nicht qualifiziert hatte, durfte Heidfeld starten, da er im freien Training ausreichend schnell gewesen war.
2. ↑  Obwohl er sich nicht qualifiziert hatte, durfte Mortara starten, da er im freien Training ausreichend schnell gewesen war.
3. ↑  Die Qualifying-Zeit von Félix da Costa wurde gestrichen, da er einen Abbruch des Qualifyings verursacht hatte.
4. ↑  Obwohl er sich nicht qualifiziert hatte, durfte Félix da Costa starten, da er im freien Training ausreichend schnell gewesen war.
5. ↑  Lotterer wurde disqualifiziert, da er eine Anweisung ignoriert hatte, sein Fahrzeug wiegen zu lassen.
6. ↑  Obwohl er sich nicht qualifiziert hatte, durfte Lotterer starten, da er im freien Training ausreichend schnell gewesen war.

### Rennen
| Pos. | Fahrer                 | Team                            | Runden | Zeit       | Start | Schnellste Runde |
| ---- | ---------------------- | ------------------------------- | ------ | ---------- | ----- | ---------------- |
| 01   | Felix Rosenqvist       | Mahindra Racing Formula E Team  | 33     | 48:04,751  | 03    | 1:23,393 (21.)   |
| 02   | Sébastien Buemi        | Renault e.dams                  | 33     | + 0,945    | 01    | 1:23,471 (21.)   |
| 03   | Sam Bird               | DS Virgin Racing Formula E Team | 33     | + 5,762    | 02    | 1:23,634 (26.)   |
| 04   | Nelson Piquet jr.      | Panasonic Jaguar Racing         | 33     | + 6,554    | 07    | 1:22,832 (32.)   |
| 05   | Jean-Éric Vergne       | Techeetah                       | 33     | + 12,238   | 13    | 1:23,248 (31.)   |
| 06   | José María López       | Dragon Racing                   | 33     | + 16,491   | 04    | 1:23,570 (32.)   |
| 07   | Nick Heidfeld          | Mahindra Racing Formula E Team  | 33     | + 28,381   | 18    | 1:23,710 (28.)   |
| 08   | Tom Blomqvist          | Andretti Formula E              | 33     | + 32,380   | 12    | 1:23,811 (24.)   |
| 09   | Alex Lynn              | DS Virgin Racing Formula E Team | 33     | + 33,520   | 06    | 1:23,938 (26.)   |
| 10   | Daniel Abt             | Audi Sport ABT Schaeffler       | 33     | + 40,951   | 08    | 1:22,902 (15.)   |
| 11   | Mitch Evans            | Panasonic Jaguar Racing         | 33     | + 46,278   | 09    | 1:23,308 (19.)   |
| 12   | Maro Engel             | Venturi Formula E Team          | 33     | + 46,915   | 14    | 1:23,631 (26.)   |
| 13   | Nicolas Prost          | Renault e.dams                  | 33     | + 53,099   | 15    | 1:23,494 (26.)   |
| 14   | António Félix da Costa | Andretti Formula E              | 33     | + 1:01,116 | 19    | 1:23,018 (19.)   |
| 15   | Jérôme D’Ambrosio      | Dragon Racing                   | 33     | + 1:13,805 | 16    | 1:22,963 (12.)   |
| 16   | Luca Filippi           | NIO Formula E Team              | 32     | + 1 Runde  | 11    | 1:23,821 (21.)   |
| 17   | Edoardo Mortara        | Venturi Formula E Team          | 30     | DNF        | 17    | 1:23,147 (24.)   |
| —    | Oliver Turvey          | NIO Formula E Team              | 17     | DNF        | 10    | 1:24,194 (05.)   |
| —    | André Lotterer         | Techeetah                       | 14     | DNF        | 20    | 1:24,514 (07.)   |
| —    | Lucas di Grassi        | Audi Sport ABT Schaeffler       | 07     | DNF        | 05    | 1:24,220 (04.)   |

Anmerkungen
1. ↑  Engel erhielt eine Durchfahrtstrafe, die nachträglich in eine 20-Sekunden-Strafe umgewandelt wurde, für das Verursachen einer Kollision.
2. ↑  Prost erhielt eine Durchfahrtstrafe, die nachträglich in eine 20-Sekunden-Strafe umgewandelt wurde, weil er während einer Full-Course-Yellow die Geschwindigkeitsbegrenzung von 50 km/h überschritten hatte.
3. ↑  Félix da Costa erhielt eine Fünf-Sekunden-Zeitstrafe für das Verursachen einer Kollision.

## Meisterschaftsstände nach dem Rennen
Die ersten zehn des Rennens bekamen 25, 18, 15, 12, 10, 8, 6, 4, 2 bzw. 1 Punkt(e). Zusätzlich gab es drei Punkte für die Pole-Position und einen Punkt für den Fahrer unter den ersten Zehn, der die schnellste Rennrunde erzielt.

### Fahrerwertung
| Pos. | Fahrer                 | Team                            | Punkte |
| ---- | ---------------------- | ------------------------------- | ------ |
| 01   | Felix Rosenqvist       | Mahindra Racing Formula E Team  | 54     |
| 02   | Sam Bird               | DS Virgin Racing Formula E Team | 50     |
| 03   | Jean-Éric Vergne       | Techeetah                       | 43     |
| 04   | Nelson Piquet jr.      | Panasonic Jaguar Racing         | 25     |
| 05   | Edoardo Mortara        | Venturi Formula E Team          | 24     |
| 06   | Sébastien Buemi        | Renault e.dams                  | 22     |
| 07   | Nick Heidfeld          | Mahindra Racing Formula E Team  | 21     |
| 08   | Mitch Evans            | Panasonic Jaguar Racing         | 15     |
| 09   | Daniel Abt             | Audi Sport ABT Schaeffler       | 12     |
| 10   | António Félix da Costa | Andretti Formula E              | 8      |
| 11   | Oliver Turvey          | NIO Formula E Team              | 8      |

| Pos. | Fahrer            | Team                            | Punkte |
| ---- | ----------------- | ------------------------------- | ------ |
| 12   | José María López  | Dragon Racing                   | 8      |
| 13   | Alex Lynn         | DS Virgin Racing Formula E Team | 8      |
| 14   | Maro Engel        | Venturi Formula E Team          | 6      |
| 15   | Nicolas Prost     | Renault e.dams                  | 6      |
| 16   | Tom Blomqvist     | Andretti Formula E              | 4      |
| 17   | Luca Filippi      | NIO Formula E Team              | 1      |
| 18   | André Lotterer    | Techeetah                       | 0      |
| 19   | Lucas di Grassi   | Audi Sport ABT Schaeffler       | 0      |
| 20   | Jérôme D’Ambrosio | Dragon Racing                   | 0      |
| 21   | Kamui Kobayashi   | Andretti Formula E              | 0      |
| 22   | Neel Jani         | Dragon Racing                   | 0      |

### Teamwertung
| Pos. | Team                            | Punkte |
| ---- | ------------------------------- | ------ |
| 01   | Mahindra Racing Formula E Team  | 75     |
| 02   | DS Virgin Racing Formula E Team | 58     |
| 03   | Techeetah                       | 43     |
| 04   | Panasonic Jaguar Racing         | 40     |
| 05   | Venturi Formula E Team          | 30     |

| Pos. | Team                      | Punkte |
| ---- | ------------------------- | ------ |
| 06   | Renault e.dams            | 28     |
| 07   | Audi Sport ABT Schaeffler | 12     |
| 08   | Andretti Formula E        | 12     |
| 09   | NIO Formula E Team        | 9      |
| 10   | Dragon Racing             | 8      |